# Pößneck
Pößneck est une ville allemande située en Thuringe et la plus grande de l'arrondissement de Saale-Orla.
Pößneck est située 30 kilomètres au sud de Iéna. Au XIXe siècle Pößneck était un centre de la production de textile avec beaucoup d'usines.

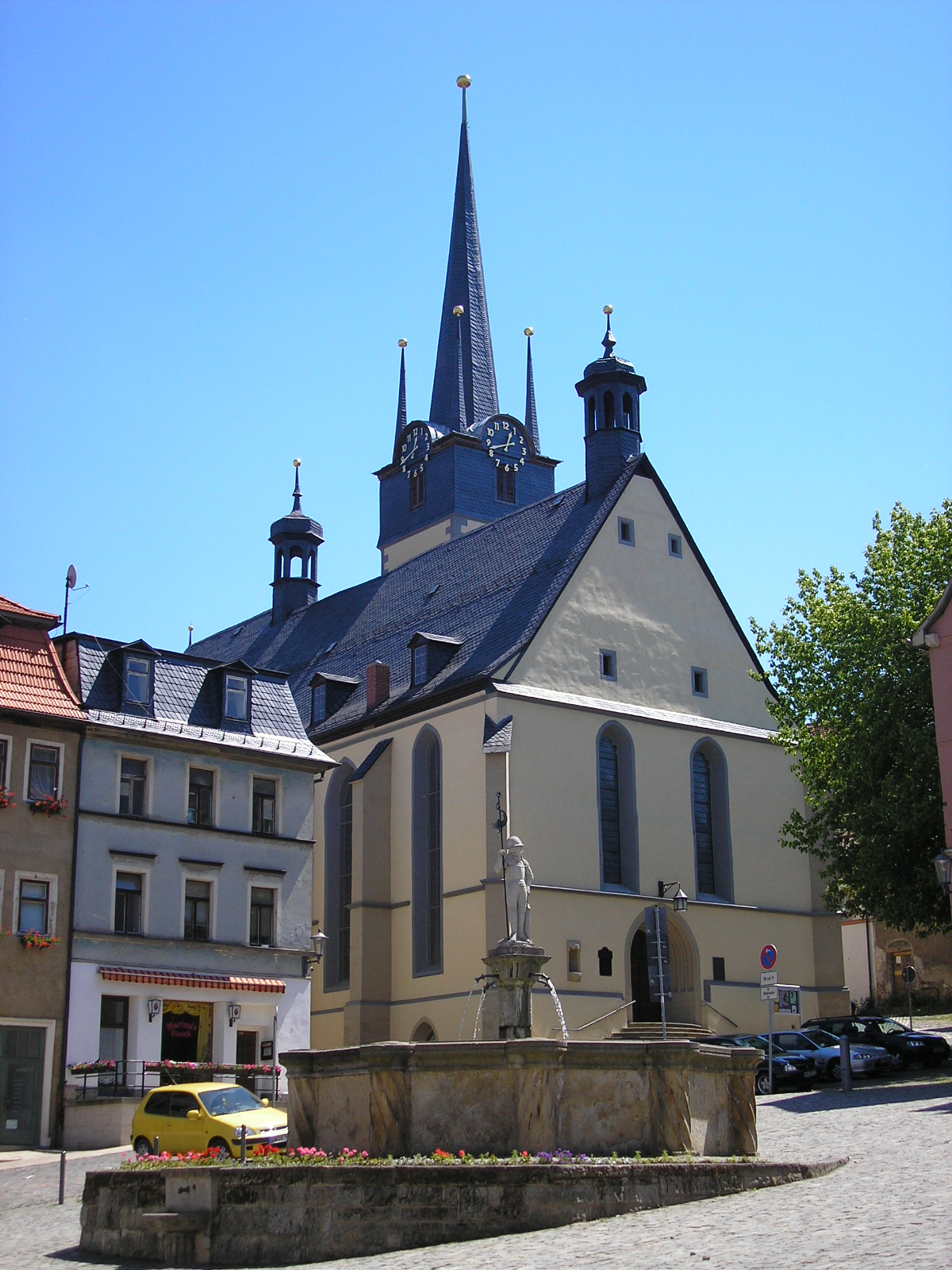
Église principale
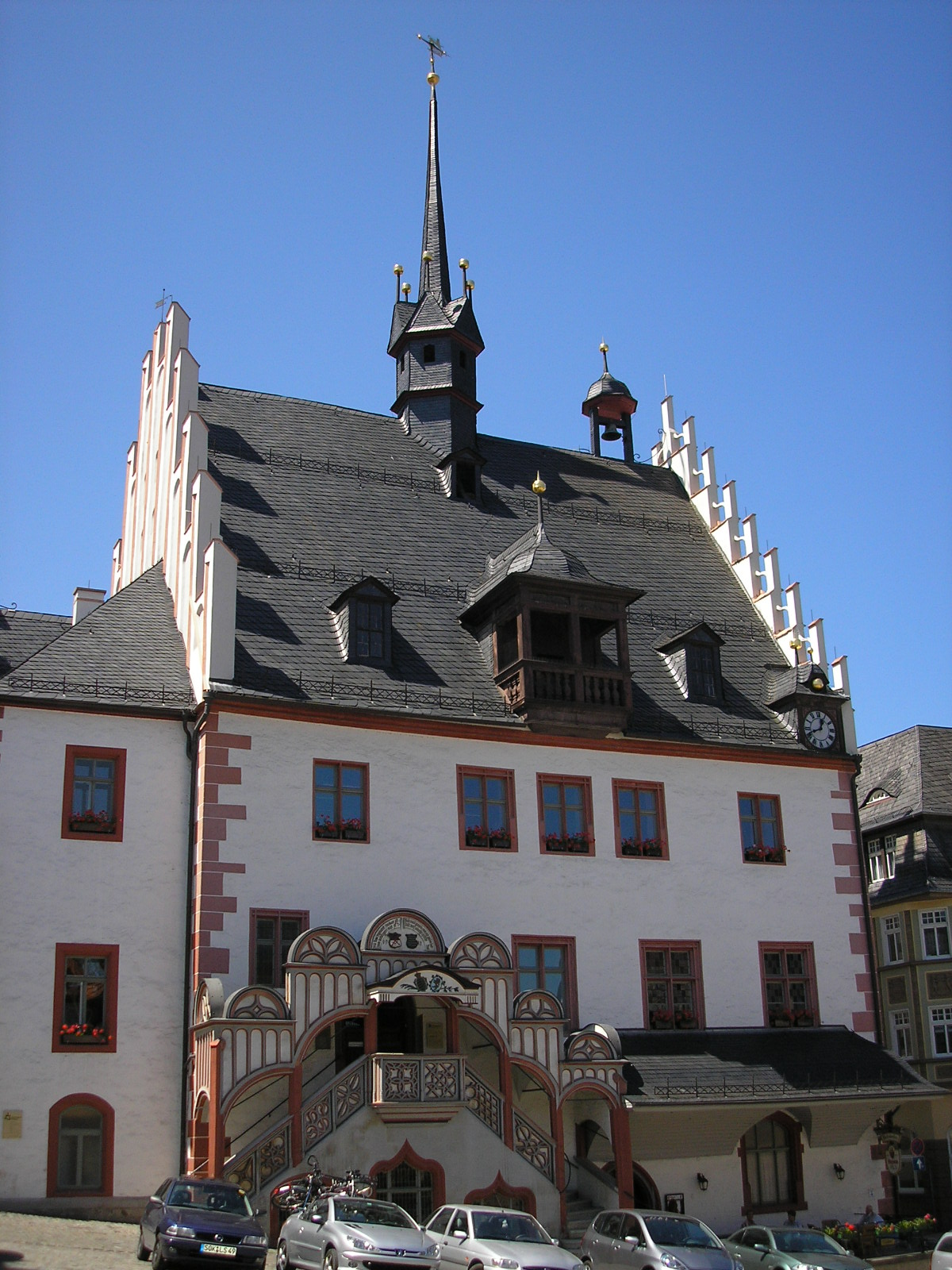
Hôtel de ville
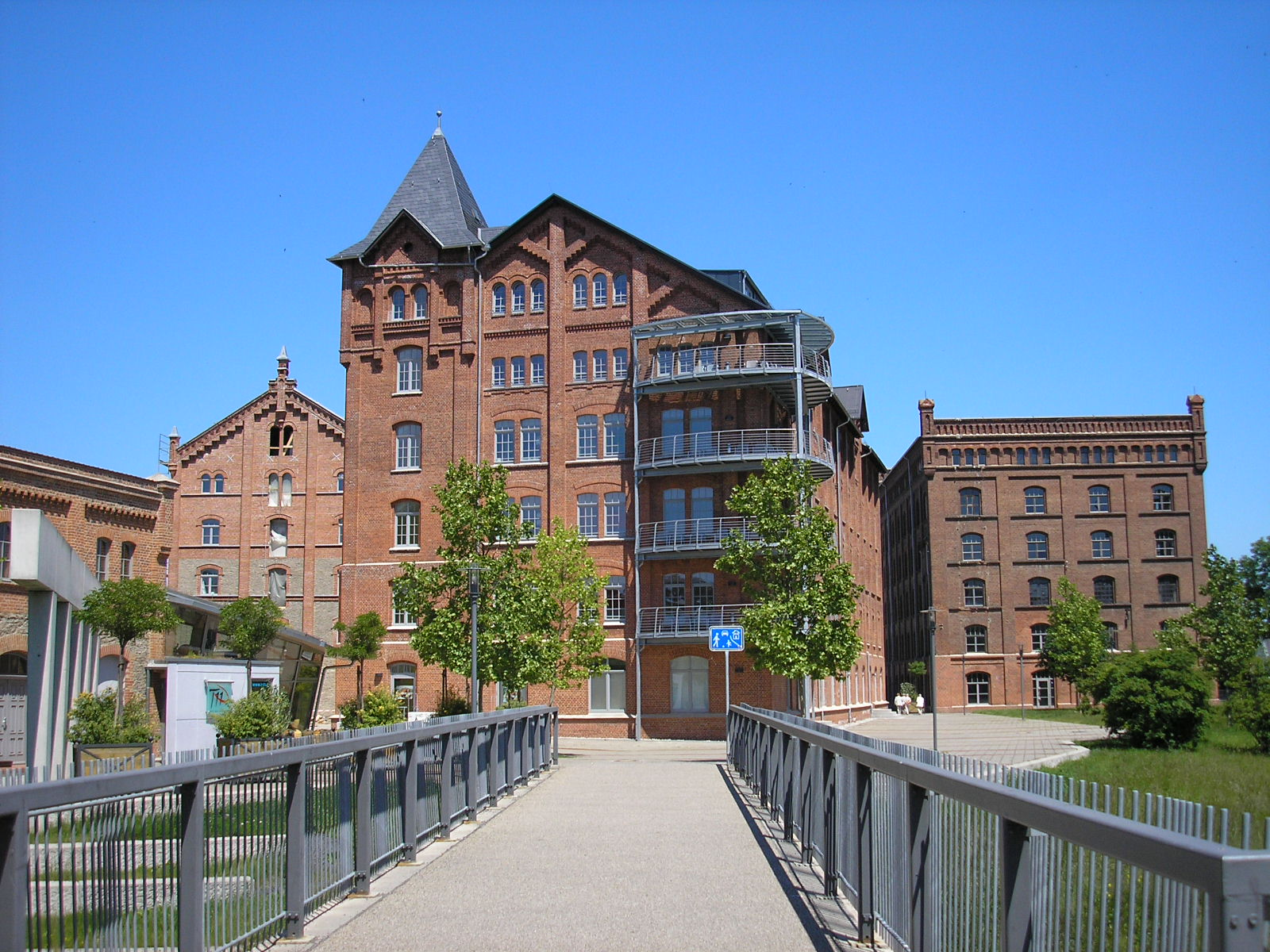
Anciennes usines

## Jumelages
- Mosbach en Bade-Wurtemberg
- Forchheim en Bavière
- Château-Thierry en France
- Bytom Odrzański en Pologne

## Personnalités
- Roland Matthes (1950-2019), quadruple champion olympique en natation.
- Marcel Dettmann (1977-), DJ.